# Mixco
Mixco è un comune del Guatemala facente parte del dipartimento di Guatemala.
La città venne fondata da Pedro de Alvarado nel 1526, mentre l'istituzione del comune è del 1877.